# Tom Gladdis
Tom Gladdis (Wight, 24 februari 1991) is een Brits autocoureur.

## Carrière

### Formule BMW
Gladdis maakte zijn circuitdebuut in de Formule BMW UK in 2007, nadat hij een van de vijf geselecteerde coureurs was voor een studiebeurs. Hij nam hierin deel voor Nexa Racing en finishte als 14e in het kampioenschap met een top 10-finish op Snetterton. Gladdis nam ook deel aan twee rondes van de Formule BMW ADAC voor Team Zinner op Hockenheim, waar hij 8 punten pakte en als 32e in het kampioenschap eindigde. Hij nam ook deel aan de Aziatische serie voor Ao's Racing Team met als teamgenoot Sebastian Saavedra. Om zijn seizoen af te ronden eindigde hij als 23e in de Formule BMW World Final op Valencia.

### Star Mazda
Nadat hij testte voor het team Andersen Racing aan het eind van 2007, tekende Gladdis voor dat team om deel te nemen aan het Star Mazda Championship in 2008. Hij finishte hier als zesde, met 3 snelste rondes, 2 polepositions en een overwinning op Portland International Raceway. Ook finishte hij als tweede in de andere race op Portland en eindigde derde op Mosport Park.

### Formule 2
In 2009 nam Gladdis deel aan de vernieuwde Formule 2 in auto nummer 24. Een zesde plaats op Spa-Francorchamps en een achtste op Brno waren de enige punten van Gladdis, waarmee hij als 20e eindigde in het kampioenschap.

## Formule 2-resultaten
| Jaar | 1       | 2       | 3     | 4      | 5     | 6       | 7      | 8      | 9      | 10      | 11     | 12     | 13     | 14     | 15     | 16     | 17  | 18  | Rang | Punten |
| ---- | ------- | ------- | ----- | ------ | ----- | ------- | ------ | ------ | ------ | ------- | ------ | ------ | ------ | ------ | ------ | ------ | --- | --- | ---- | ------ |
| 2009 | VAL 19  | VAL 18  | BRN 8 | BRN 10 | SPA 6 | SPA Ret | BRH 13 | BRH 13 | DON 17 | DON Ret | OSC 16 | OSC 17 | IMO 16 | IMO 13 | CAT 14 | CAT 15 |     |     | 20e  | 4      |
| 2010 | SIL Ret | SIL Ret | MAR   | MAR    | MON   | MON     | ZOL    | ZOL    | ALG    | ALG     | BRH    | BRH    | BRN    | BRN    | OSC    | OSC    | VAL | VAL | NC*  | 0*     |